# Ida Boy-Ed
Ida Boy-Ed (1852-1928) est une autrice féministe allemande, qui fut une importante mécène de la scène musicale et des arts de son pays.

## Biographie
Ida Cornelia Ernestina Ed est née dans une famille cultivée et éprise d'art. Son père, Christoph Marquard Ed, était un patron de presse. À 17 ans, Ida épouse Carl Johann Boy. En 1878, elle quitte son époux (dont elle ne put jamais divorcer), prenant avec elle son fils, le futur militaire Karl Boy-Ed (en), et part s'installer à Berlin où elle commence à vouloir publier ses propres écrits. Le succès arrive à partir de 1882. Entre autres ouvrages, elle produit des essais sur des créatrices comme Charlotte von Stein, Charlotte von Kalb et Germaine de Staël. Comme elles, elle exprime à travers de nombreux articles dans les journaux les problèmes des femmes, même si sa principale raison d'écrire était de gagner de l'argent afin d'assurer son indépendance. De retour à Lübeck, elle finit par toucher un large lectorat pour ses ouvrages et ses articles. Avant 1900, Boy-Ed s'offre un vaste appartement et devient une mécène des arts. Thomas Mann, Wilhelm Furtwängler, Otto Grautoff, font entre autres partie des nombreuses personnalités littéraires et musicales qui fréquentent son salon.
En septembre 1914, au début de la Première Guerre mondiale, Walther, son deuxième fils, est tué sur le front français. Sans se laisser décourager, Boy-Ed écrit en 1915 sous le titre Mères de soldats : « Une mère n'est que de la poussière sur le chemin de la victoire ».
Entre 1882 et sa mort, elle produit une quarantaine d'ouvrages. Son œuvre est inédite en langue française.
Une rue du centre de Lübeck porte son nom en son hommage, ainsi qu'à Hambourg.